# Jestřábník bledý
Jestřábník bledý (Hieracium schmidtii) je nevysoká, žlutě kvetoucí rostlina, jeden z téměř stovky druhů rodu jestřábníku které se vyskytují v České republice.

## Rozšíření
Vyrůstá převážné v Evropě, v severní se vyskytuje téměř souvisle, ve zbytku ostrůvkovitě. Jeho areál přesahuje i do Malé Asie, na Blízký východ i do severozápadní Afriky. Hlavní biotopy se nacházejí v pahorkatinách, podhůří i nepříliš vysokých horách na tvrdých silikátových podkladech.
Tento hemikryptofyt je v ČR autochtonní druh a roste v ní poměrně řídce v severních, západních a středních Čechách, ojediněle na severovýchodě a jihozápadě Moravy. Areál výskytu je vázán na skalnaté svahy se štěrbinami, sutě, kamenité a mělké suché půdy s malým obsahem humusu, nesnáší zasolenou zeminu. Roste na plném oslunění i v polostínu. Nejčastěji se v české květeně vyskytuje ve svazu Alysso-Festucion pallentisi.
Podle "Florabase.cz" se jestřábník bledý v ČR vyskytuje:

## Popis
Vytrvalá rostlina se šedozelenou, téměř bezlistou, mírně vystoupavou lodyhou vyrůstající z tlustého oddenku a dorůstající do výše 10 až 40 cm. Lodyha porostlá v dolní části jednoduchými chlupy a v horní hvězdicovými vyrůstá uprostřed přízemní růžice. Sivozelené jednoduché tuhé listy růžice mají chlupaté řapíky a jejich čepele jsou tvaru eliptického až široce vejčitého, u báze jsou uťaté nebo klínovité a na vrcholu okrouhlé neb špičaté. Po obvodu bývají celokrajné nebo též hrubě zubaté. Listy jsou po celé lícní ploše neb jen po okraji porostlé chlupy jednoduchými štětinovými a na rubu hvězdicovými. Lodyžní list, řapíkatý nebo přisedlý vyrůstá nejčastěji osamocen, je tuhý, většinou má na líci štětinovité chlupy a na rubu hvězdicovité.
Květinové úbory v průměrném počtu od 2 do 12 jsou sestaveny do volného vrcholíku, jehož vedlejší větve převyšují úbor středový vyrůstající na plstnaté stopce dlouhé 1,5 až 5 cm. Šedozelený neb světlezelený vejčitý zákrov je tvořen střechovitě se překrývajícími, čárkovitými, zašpičatělými listeny porostlými bledými chlupy. Bývá dlouhý okolo 1 cm a v době dozrávání semen se vespod vydutě rozšiřuje.
Oboupohlavné květy jsou jazykovité se žlutým, až 2 cm dlouhým jazýčkem (ojediněle i krátce chlupatým), stejnou barvu mají čnělky i blizny. Kvetou od května do srpna. Plody jsou černé nažky dlouhé od 3,5 do 4,5 mm s hladkým horním okrajem a dvouřadým nestejným chmýřím, rozšiřují se anemochorně nebo zoochorně. Ploidie 2n = 27, 36.

## Taxonomie
Při pojetí rodu Hieracium v širším smyslu (s. l.), v Česku obvyklejším, je druh jestřábník bledý zařazován do podrodu Hieracium, tj. mezi tzv. "pravé jestřábníky". Druhým podrodem je Pilosella, tzv. "chlupáčci".
Je velmi variabilní, hlavně v hustotě odění a tvaru listů, někteří odborníci rozeznávají v České republice dosud asi 6 jeho poddruhů a ve střední Evropě okolo 50.

## Ohrožení
Protože lze reálně předpokládát, že s ohledem na specifika stanovišť a jejich malý počet může v krátké době dojít k jeho ohrožení, byl v "Černém a červeném seznamu cévnatých rostlin z roku 2000" zařazen mezi vzácnější druhy vyžadující další pozornost (C4a).